# Вульф, Анна Ивановна
А́нна Ива́новна Ву́льф (1799 — 26 сентября 1835) — русская дворянка из рода Вульфов, знакомая А. С. Пушкина и адресат его стихотворений.

## Биография
Анна Ивановна Вульф была дочерью Ивана Ивановича Вульфа, отставного поручика лейб-гвардии Семеновского полка и его супруги, Надежды Гавриловны Борзовой . Её отец был владельцем села Берново в Тверской губернии, а сама Анна Ивановна гостила в селе Тригорском, где жили её родственники.
В марте 1825 года с ней познакомился поэт А. С. Пушкин, который писал о ней своему брату Льву Сергеевичу: «Я влюбился и миртильничаю. Знаешь кузину Анны Николаевны, Анну Ивановну Вульф? Ecce femina!» (Вот женщина!) Вскоре он вступил с ней в переписку и навещал Анну Ивановну в её имении, в Берново. В 1829 году Пушкин написал ей стихотворение, которое известно как «За Нетти сердцем я летаю».
В 1834 году Анна Ивановна Вульф вышла замуж за военного инженера В. И. Трувеллера. Спустя полтора года, 26 сентября 1835 года она скончалась во время родов.